# 李流
李 流（り りゅう）は、西晋末年に活動した流民集団の首領であり、成漢の基礎を作った人物の一人である。巴氐族（巴賨族）の出身であり、略陽郡臨渭県（現在の甘粛省秦安県の東南）の人。父は東羌猟将の李慕。兄は李輔・李特・李庠。弟は李驤。李特の死後、跡を継いで残された集団を率いた。

## 生涯

### 李特の下で
幼い頃より学問を好み、弓馬の扱いに長けていた。東羌校尉の何攀は、李流を賁育（孟賁と夏育）の勇があると称賛し、東羌督に任じた。
元康6年（296年）、氐族の斉万年が晋朝に反乱を起こすと、略陽・天水を初め6郡の民は食糧を求めて益州へ避難した。李流も兄弟と共に益州へ移った。途中、病気や飢餓に苦しむ者が数多くいたが、李流らはよくこれを援助し、その者たちを保護した為、大いに人望を得た。
益州に避難すると、益州刺史趙廞は彼を人並み外れた器であると称賛した。李流と彼の兄弟は武勇に優れており、配下の者は巴西の出身で趙廞とは同郷であった為、趙廞は彼らを厚遇し、自らの爪牙とした。
太安元年（302年）1月、趙廞が乱を起こすと、兄の李庠は腹心となり、流民の中から1万人余りの兵を束ねた。この時、李流も郷里の子弟を招いて数千人を集めた。
後に、趙廞は李庠の勇名を恐れ、呼び出して誅殺した。李流は兵を率いて李特と共に北道封鎖を行っていたが、趙廞は李特と李流が反乱を起こすことを恐れ、使者を派遣して「李庠は人臣として言ってはならないことを口にした為に死罪となった。だが、この罪は兄弟には及ばない」と諭した。また、李庠の屍を李特の下へ返還し、李特と李流を督将に任じ、彼らとその配下を宥めた。だが、李特は趙廞を甚だ怨み、兵を率いて綿竹へ帰り、李流もこれに従って流民を慰撫した。
李特が趙廞討伐の兵を挙げると、李流は常俊を綿竹において破り、そのまま進撃して成都を平定した。朝廷は功績を称えて、李流を奮武将軍に任じ、武陽侯に封じた。
3月、新任の益州刺史羅尚が着任すると、秦州・雍州から避難してきた流民達を追い返そうとした。李特は、綿竹に大きな陣営を築き、行き場のなくなった流民達を収容した。この時、李流の下にも数千の民が集まった。
10月、李特は陣営を二つに分け、李特自身は北営に、李流を東営に留まらせた。李特が羅尚と対立するようになると、李流を行鎮東将軍・東督護と名乗らせ、東営の流民を指揮させた。李特は常に精鋭を李流に率いさせ、羅尚と対峙させた。
李特軍は戦況を有利に進め、李流は軍を進めて成都の北に軍を置いた。弟の李驤は李攀・任回・李恭と共に毗橋に駐軍して羅尚へ備えていたが、羅尚は精鋭一万人余りを李驤攻撃の為に派遣し、李驤の陣営を夜襲した。これにより李攀は迎撃するも戦死し、李驤は将士とともに李流の陣営へ逃げた。李流は李驤の残兵を合わせると、進んできた羅尚軍を迎撃し、大いに破った。羅尚の兵で敗れて帰還できた者は十人のうち一、二人に過ぎなかった。
太安2年（303年）1月、李特が成都少城を陥落させると、年号を建初と定めて自立を宣言した。羅尚は成都大城に籠城し、守りを固めた。李流が進んで江西に駐屯すると、羅尚は大いに恐れ、使者を派遣して講和を求めた。
蜀の人々は大いに李特を恐れ、皆集落を築いて李特へ命を請うた。李特は使者を派遣してこれを安撫し、食糧を供出した。その為、軍中は食糧不足となり、これを解消するために六郡の流民を各地の集落へ分散させた。李流は李特へ「殿下の神武により、小城において勝利されました。ですが、山からの収穫はまで得ておらず、食糧も多くはありません。また、各集落は投降してきたばかりで、未だ人心は安定しておりません。豪族の子弟を人質にとり、広漢の両陣営に移らせ、精強な者を集めて防備を固めておくべきです」と進言した。だが、李特はこれに従わなかった。

### 後を継ぐ
2月、羅尚は大軍を派遣して李特の陣営へ総攻撃を掛け、これに各集落が一斉に呼応した為、兵が少なかった李特は大敗を喫して戦死した。李特が死ぬと、蜀の人は多くが離反した為、流民達は大いに恐れた。李流は、李特の子である李蕩と李雄と共に兵を束ねて赤祖へ撤退すると、自身は東営を守り、李蕩と李雄には北営を守らせた。その後、李特を継いで大将軍・大都督・益州牧を称した。
荊州刺史宗岱が李流討伐の為に水軍三万を墊江へ進出させると、前鋒の孫阜は徳陽を攻略し、李特が置いた守将寋碩を捕えた。太守の任臧らは撤退して涪陵に屯した。
3月、羅尚は督護の常深を毗橋へ派遣し、さらに牙門の左氾・黄訇・何沖を派遣して、三道から北営を攻撃した。さらに涪陵の民である薬紳がこれに呼応し、李流を攻撃した。李流と李驤は晋軍に、李蕩と李雄は薬紳に対した。李流は薬紳を打ち破ると、そのまま常深の陣を攻めてこれに勝ち、常深の士卒は四散した。何沖が北営を攻撃すると、営内にいた氐族の苻成と隗伯が呼応した。それを知った李蕩の母である羅氏は、自ら甲冑をまとって戦いに臨んだ。隗伯が羅氏の目を斬ったが、羅氏はひるまず戦った。ちょうどその時、李流らが引き返してきた為、北営に入って大勝した。苻成と隗伯は部衆を率いて羅尚の下に奔った。
李流は軍を進めて成都に迫ると、羅尚は閉門して守りを固めた。李蕩は馬を馳せて苻成らを追撃したが、倚矛により傷を負って戦死した。李流は李特・李蕩が立て続けに戦死した上に、宗岱・孫阜の軍が近づいて来た為、非常に恐れた。太守の李含が李流に降伏を勧めると、李流はこれに従おうとした。李雄と李驤はこれに強く反対したが、李流はこれを認めなかった。
5月、李流は子の李世と李含の子の李胡を孫阜の軍に人質として派遣した。李胡の兄の李離は、父の李含が降伏しようとしていると聞いて梓潼から馳せ戻り、諫めようとしたが聞き入れられなかった。
李雄は李離と共に独断で孫阜軍を攻撃するとこれに大勝し、宗岱も墊江で死去した為、荊州軍は撤退した。李流は自らの判断が間違っていたことを深く反省し、李雄の才覚を認めるようになり、彼に軍事を任せるようになった。
6月、李雄は羅尚の軍を攻撃した。これを受けて羅尚は大城に籠った為、李雄は江を渡って汶山郡太守の陳図を攻撃して彼を殺害すると、遂に郫城に入った。
7月、李流は陣営を移して郫城を拠点とした。だが、三蜀（蜀郡・広漢郡・犍為郡）の民衆は皆、乱を避けるため険阻な地に籠って集落を築くか、または南の寧州や東の荊州に逃走しており、城内は全て空となっていた。その為、李流は食糧を得ることが出来ず、士卒は飢えに苦しんだ。
この時、涪陵の范長生は千家余りを率いて青城山に拠点を築いていた。羅尚の参軍である涪陵の徐轝は范長生を汶山郡太守に任じ、彼と呼応して李流を討つことを望んだ。だが、羅尚はこれを許さなかった。徐轝はこれを怨み、江西へ使者を遣わして李流に降った。李流は徐轝を安西将軍に任じた。徐轝は范長生らを説き伏せ、李流に軍糧を供給させた為、李流軍は息を吹き返した。
李流は事ある毎に、李雄には長者の徳があると言いって彼を重んじた。また、「我が家を興す者は、必ずこの人である」と述べ、諸子に命じて李雄を尊奉じさせた。
9月、李流は病が篤くなり、諸将に向かって「驍騎（李雄）は高明で仁愛であり、並外れた見識と決断力を持っている。正に、大事をなすに足る才能がある。前軍（李雄）の英武は天から与えられたものである。軍を束ねて天命に従い、成都王に推戴するのだ」と遺し、子の李世を差し置いて李雄を後継者に指名し、間もなく死去した。享年56であった。諸将はともに李雄を立てて君主とした。
後に李雄が皇帝位に即くと、李流を追諡して秦文王とした。